# サムライローズ
サムライローズは、「大人にだって青春がある」をコンセプトに活動している泉忠司プロデュースのアラフォーアイドルユニット。

## 概要
「普通の人が勇気を持って一歩踏み出す！」ことを通して、誰だって人生にプラスアルファの楽しみや喜びをもたらすことができる！その輪をどんどん広げていけば日本中！いや世界中が元気になるはず！！」そんな思いを持った、ごく普通のアラフォー女性が集まり2009年10月に結成されたアイドルユニット。全国に約70名メンバーがいる。2009年10月、リーダーサラを含む5名でスタートしたサムライローズは、シングルCD「ねぇ、恋をしようよ/幸せのカタチ」で、2010年2月14日インディーズデビューし、NHKの番組で特集される。テレビ番組をきっかけに口コミで広がり、新たに全国より新メンバーを募集。総勢38名に増え、主催ライブのチケットは即日完売。2010年10月6日についに「ルージュとマティーニ/M」でメジャーデビュー、カウントダウンTV76位、オリコン初登場140位。2011年6月22日発売のメジャーセカンドシングル「今日も明日もバラ色/なんてったってアイドル」で、アマゾンCD売上音楽部門・アイドル部門1位を獲得。メディア露出も増え、さらに大きなユニットに発展する。2012年9月21日、3周年を記念して、初のアルバム「We are samurairose！」をリリース。同時期にドラゴン侍 MickがMyDestinyでデビュー！初代リーダーはSinger-Song-WriterでRockSingerのMick！アマゾンCD売上音楽部門・アイドル部門1位を獲得。アルバム発売記念に「プレミアムライブ」を開催。2013年アルバムメイン曲「shining smileもっともっともっと！」をカラオケDAMにて配信。2014年現在、西東京、東東京、南東京、多摩、埼玉、千葉、神奈川、大阪、京都、新潟、九州にそれぞれチームがあり、地区ごとにライブやイベントも行っている。2014年9月には、メンバーが集結し、六本木のEXシアターでライブの予定。

## メンバー
サムライローズのメンバーは、それぞれ会員no.、ニックネーム、キャッチコピーを持っている。
- no.04 アンジェリカ 天使のセラピスト
- no.05 かよちゃん 草しか食べない草食系
- no.09 森の妖精 ときどき変身しちゃうよ
- no.12 美原奈緒 キュートで一途な、がんばり屋さん
- no.25 千鶴先輩 縦社会絶対
- no.33 サラ サムライローズリーダー
- no.46 お宮のパチ やさぐれガーリー
- no.50 長谷川つぐみ お米ソムリエ
- no.51 PPP 少子高齢化に三点倒立
- no.52 峰イレーヌ レインボー・シネマ・パラダイス
- no.53 パッション白鳥 トキメキ戦隊！にじいろ仮面
- no.55 レミ 絶叫！肉食獣
- no.57 まや 気まぐれバービー
- no.64 こるり カントリーキッチン
- no.65 えみゅえみゅ アゲアゲ↑↑スマイル
- no.66 まりぃ ホイミかけます
- no.69 Rocくまパンダ Sweet voiceな小悪くま☆
- no.70 ホームセンターBlue おっちょこちょいなシッカリ者
- no.71 如月 凛 言葉の魔術師
- no.72 ココ ハイテンション七変化
- no.73 マッスル清水 こだわりは広背筋
- no.77 アリエル 王子さま、私はここよ
- no.78 ばうパン 天然酵母100％
- no.86 キャロット北島 腹式呼吸が基本！
- no.88 いぬきょん M-1グランプリ一回戦突破
- no.90 マンダリン オリエンタルトラベラー
- no.93 ラム 可愛いオシリ作ります♪
- no.96 pinky pop’n strawberry
- no.98 ツアコン 空飛ぶバレリーナ
- no.99 スパイシー ひな壇からヤジります。
- no.100 ひものちゃん 一夜干しできました。
- no.107 レオタードナッキー 元スクールメイツ？
- no.110 ナンコツ姫 好奇心旺盛な癒し系
- no.111 みっちゃん ニコニコビーム
- no.113 フクロモモンガ 馬飼ってます
- no.117 サンフラワー いつも心に柔軟剤
- no.119 まるる ジャニーズ追っかけ３０年！
- no.121 桃山桃 時代はルージュで止まってます。
- no.122 メリー 下町のマリア
- no.124 wanaちゃん せーたかのっぽのマカロン好き
- no.129 ビラモン 阿蘇のお洒落番長
- no.132 ケナリ 群馬のサムゲタン
- no.133 嵐山流 流しのロックンローラー
- no.136 ゆめみ おとぎの国のオルガニスト
- no.138 みるる ハンドメイドで できてます
- no.139 ジュネーブ ２０ｔのクルーザー動かせます
- no.140 九ちゃん フランス貴婦人
- no.142 あやの 聖美少女学院高等部
- no.143 鈴木マノア 天然ですか？いえ計算です。
- no.144 Daisy たむらイングリッシュガール
- no.147 千夏 夢の陶器つくっちゃうぞ！
- no.148 プリン＆ゼリー 花よりスイーツバイキング
- no.149 MC Ichika 人生の喜渡愛楽のお手伝いをします
- no003ドラゴン侍Mick  For The Future　未来へ向かって

## 期
- 1期生 - 最初は5人でスタート。2009年10月に「ねぇ、恋をしようよ/幸せのカタチ」でインディーズデビュー
  - メンバー：サラ
- 2期生 - 2010年10月「ルージュとマティーニ/M」で、メジャーデビュー
  - メンバー：アンジェリカ、かよちゃん、森の妖精、美原奈緒、千鶴先輩
- 3期生 - 2011年6月「今日も明日もバラ色/なんてったってアイドル」リリース。
  - メンバー：お宮のパチ、長谷川つぐみ、PPP、峰イレーヌ、パッション白鳥、レミ、雪ん子まい、春姫
- 4期生 - 2012年9月「We are samurairose！」ファーストアルバムリリース。
  - メンバー：こるり、えみゅえみゅ、Rocくまパンダ、ホームセンターBlue、如月凛、ココ、マッスル清水、グレース華代、まりぃ、お涼

アリエル、ばうパン、キャロット北島、いぬきょん、マンダリン、渚、ラム、pinky、チャップリン、莉音、男性版結成！ドラゴン侍Mick
- 5期生
  - メンバー：ツアコン、スパイシー、ひものちゃん、レオタードナッキー、ナンコツ姫、みっちゃん、フクロモモンガ、サンフラワー、まるる、桃山桃、メリー、wanaちゃん、ビラモン
- 6期生
  - メンバー：ケナリ、嵐山流、ゆめみ、みるる
- 7期生
  - メンバー：ジュネーブ、九ちゃん、あやの、鈴木マノア、Daisy、千夏、プリン＆ゼリー、MC Ichika

・８期生
かずベリー、りんご、ベル、りおッピー、プリンセスドーリー、Happyまゆ、三条 輝、向井さん、めろり、星舞華、ケイミー、上沼キャサリン、もぐタン、シャングリア明美、ふみか、あつし、ぐう、Maluhia

## 地区
CDは全国のメンバー一緒にリリース。ライブやイベントは、基本的に各地区に分かれて活動をしている。
- 東東京
  - 森の妖精、えみゅえみゅ、ばうパン、pinky、レオタードナッキー、メリー
- 西東京
  - いぬきょん、こるり、アリエル、wanaちゃん、MC Ichika
- 南東京
  - かよちゃん、マンダリン、ジュネーブ
- 多摩
  - アンジェリカ、千鶴先輩、まるる、みるる
- ドラゴン侍　　Mick
- 神奈川
  - 千鶴先輩、ラム、千夏
- 埼玉
  - ココ、キャロット北島、ツアコン、ひものちゃん、ケナリ、鈴木マノア、プリン＆ゼリー
- 千葉
  - Rocくまパンダ、スパイシー
- 新潟
  - 峰イレーヌ、PPP、長谷川つぐみ、パッション白鳥、レミ、まや
- 長野
  - マッスル清水、ホームセンターBlue、ナンコツ姫、みっちゃん
- 大阪
  - お宮のパチ、まりぃ
- 京都
  - 如月 凛
- 九州
  - ビラモン、フクロモモンガ、九ちゃん、Dais

## CD
- 2009年10月「ねぇ、恋をしようよ/幸せのカタチ」（インディーズ）
- 2010年10月「ルージュとマティーニ/M」（メジャーデビューシングル）
- 2011年6月「今日も明日もバラ色/なんてったってアイドル」（メジャーセカンドシングル）
- 2012年9月「We are samurairose！」（ファーストアルバム)
- 2012年9月（ボーナストラック）ドラゴン侍　MyDestinyデビュー

## メディア歴

### 書籍・雑誌
- 2010年
  - 10/31 サンデー毎日（毎日新聞）
  - 12/06 Grazia（講談社）
  - 12/20 W100 LIVEアイドル（シンコーミュージック・エンタテイメント）
- 2011年
  - 02/03 Web版ダカーポ
  - 02/19 ENJOY MAX 4月号（3/6発売）
  - 11/07 婦人公論
- 2012年
  - 10/27 GLOW（宝島社）12月号

### テレビ・ラジオ出演
- 2010年
  - 10/10 ユーキャンTVCMに向井理と出演（2011年2月0NAIR）
  - 11/06『カウントダウンTV』（TBS）にて『ルージュとマティーニ』が初登場76位
  - 12/15『東京ネットラジオ RAMLA LIVE』
- 2011年
  - 08/12 テレビ東京「爆笑問題の大変よくできました」
  - 08/17 日本テレビ「Oha! 4 NEWS LIVE」～アイドル事情～
  - 10/25 日本テレビ「スター★ドラフト会議」出演～メディア選抜「AKP44」
  - 10/27 日本テレビ「なるほど！ハイスクール」
- 2012年
  - 06/26 テレビ東京特番「幸せあやかりバラエティ バナナ・有吉のどハッピーポー」
  - 06/29 テレビ東京「たけしのニッポンのミカタ！」
- 2015年
  - 03/10 テレビ東京「東京マキタスポーツ」

## ライブ
- 2010年
  - 02/11 初の主催ライブ『2.14インディーズデビューCD発売記念ライブ〜私たちの人生の門出を一緒にお祝いしてください。〜』（渋谷TOKYO MAIN DINING）
  - 07/17『私たち新生「サムライローズ」のお披露目ライブへようこそ!!』（新宿PinkBigPig）
  - 08/07『新生「サムライローズ」〜いきなり200人ライブやっちゃいます』（ライブレストランDAITO）
  - 09/11『10月6日メジャーデビュー目前〜スペシャル限定60人ライブ〜』（新宿PinkBigPig）
  - 10/02 メジャーデビュー記念ライブ『10月6日メジャーデビュー〜スペシャルサンクス皆様のおかげです!どーんと200人ライブ』（新宿PinkBigPig）
  - 12/19『みんなで遊ぼっ☆2010総集編ライブ』（新宿PinkBigPig）
- 2011年
  - 08/28『祝!!Amazon CD売上ランキングﾞ第１位記念ライブ』（韓流ライブハウス「聖地(SEICHI)」）
- 2012年
  - 02/04 サムライvs侍『大人にだって青春がある・ライブ開催』（恵比寿 LIVE GATE）

## イベント
- 2010年
  - 01/25『華艶炸裂!!エンタメROCK☆SHOW』（渋谷club ASIA）
  - 04/18『ユニットフェスティバルVol.5〜ユニット限定祭り〜』（亀戸yanagi）
  - 09/19『TAMA Rock フェスティバル』ゲスト出演
  - 10/11『CROSS GATE・EMC プレゼンツ W100 ライブアイドル学園祭』（東京キネマ倶楽部）ゲスト出演
  - 10/31『Together Party 3』（新宿PinkBigPig）ゲスト出演
  - 12/15『東京ネットラジオ RAMLA LIVE』ゲスト出演
- 2011年
  - 07/02『いきいきフェスタ2011』（八王子駅南口活性化委員会）ゲスト出演
- 2012年
  - 01/21 クラロス大新年会ゲスト出演
  - 02/18 「SAMURAI GARDEN」 交流会イベント『チキンパーティー with 占導師 友活・ビジ活Party♪』（六本木 BEEHIVE）
  - 07/01ドラゴン侍Mick主催 『アルファジャパン&リアライズ Live』（新宿RUIDO K4） ゲスト出演
  - 12/29『Grow Up Together 2012』（赤坂BLITZ）